# 碲酮

碲酮是酮的氧被碲取代得到的类似物，它的稳定性很差，需要借助于位阻效应和电子效应来使其稳定。1,1,3,3-四甲基茚满-2-碲酮（CAS号：150194-22-2）是发现的第一个在溶液中稳定的碲酮，它也是第一个被分离出来的碲酮，以绿色针状晶体的形式存在。双(二茂铁)甲酮和碲化二(二甲基铝)反应，可以得到蓝色的双(二茂铁)碲酮。

## 拓展阅读
- Francesco A. Devillanova. . Royal Society of Chemistry. 2007. ISBN 978-0-85404-366-8.